# ياكوب بوركهارت
كارل ياكوب كريستوف بوركهارت (25 مايو 1818- 8 أغسطس 1897) هو مؤرخ سويسري في مجال الفن والثقافة وشخصية مؤثرة في علم التأريخ لكلا المجالين. اشتهر بكونه أحد كبار رواد التاريخ الثقافي. وصف سيغفريد غيديون إنجاز بوركهارت بالعبارات التالية «أظهر المكتشف العظيم لعصر النهضة، في البداية كيف ينبغي معالجة الفترة بأكملها، ليس فقط من ناحية الرسم والنحت والهندسة المعمارية، بل من أجل المؤسسات الاجتماعية في حياتها اليومية أيضًا.» يُعد كتاب حضارة عصر النهضة في إيطاليا (1860) أحد أكثر أعمال بوركهارت شهرة.

## حياته
وُلد بوركهارت لوالده الذي كان رجل دين بروتستانتي وتوفي في بازل، حيث درس اللاهوت آملًا الحصول على الرتب الكهنوتية، إلا أنه اختار ألا يصبح رجل دين بسبب تأثره بويلهلم مارتن ليبرشت دي ويت. كان فردًا من عائلة بوركهارت الأرستقراطية.
أنهى دراسته في عام 1839 والتحق بجامعة برلين لدراسة التاريخ، التاريخ الفني تحديدًا، ومن ثم مجال جديد. وفي برلين، حضر محاضرات ألقاها ليوبولد فون رانكه، مؤسس التاريخ كتخصص أكاديمي جدير بالاحترام يستند إلى المصادر والسجلات بدلًا من الآراء الشخصية. أمضى جزءًا من عام 1841 في جامعة بون في الدراسة تحت إشراف المؤرخ الفني فرانز ثيودور كوغلر، الذي كان كتاب بوركهارت الأول، الأعمال الفنية في المدن البلجيكية، مكرسًا له.
درس في جامعة بازل في الفترة الممتدة من عام 1843 إلى 1855، ثم في المعهد الفدرالي السويسري للتكنولوجيا في زيورخ. وفي عام 1858، عاد إلى بازل ليتولى منصب الأستاذية الذي احتفظ  به حتى تقاعده في عام 1893. بدأ بتدريس تاريخ الفن فقط في عام 1886. رفض مرتان عروضًا لمقاعد الأستاذية في الجامعات الألمانية وجامعة توبنغن في عام 1867، ومقعد رانك في جامعة برلين في عام 1872.
يظهر بوركهارت حاليًا على العملة النقدية السويسرية من فئة الألف فرنك.

## عمله
أنجزت كتابات بوركهارت التاريخية الكثير لإثبات أهمية الفن في دراسة التاريخ، ولم يكن أحد «الآباء المؤسسين لتاريخ الفن» فحسب، وإنما أحد مبتكري التاريخ الثقافي الأصليين أيضًا. يُعتبر بوركهارت أول سيد للتاريخ الثقافي وفقًا لما ذكره جون لوكاكس، وسعى إلى وصف روح وأشكال التعبير عن عصر معين أو شعب معين أو مكان معين. أكد نهجه المبتكر في البحث التاريخي على أهمية الفن وقيمته التي لا تقدر بثمن كمصدر رئيسي لدراسة التاريخ. كان من أوائل المؤرخين الذين ترفعوا عن فكرة القرن التاسع عشر المحدودة المتمثلة في أن «التاريخ هو السياسة الماضية وماضي السياسة الحالية». عارض نهج بوركهارت غير المنتظم للتاريخ التفسيرات الهيغلية بقوة، والتي ذاعت في ذلك الوقت؛ الاقتصادية كتفسير للتاريخ؛ والوضعية، والتي أصبحت تهيمن على الخطابات العلمية (بما في ذلك خطاب العلوم الاجتماعية).
في عام 1838، قام بوركهارت بأول رحلة له إلى إيطاليا ونشر أول مقال مهم له «تعليقات حول الكاتدرائيات السويسرية». ألقى سلسلة من المحاضرات في جامعة بازل، والتي نشرتها شركة بانثيون بوكس المحدودة في عام 1943، بعنوان القوة والحرية : تفسيرياكوب بوركهارت للتاريخ. في عام 1847، أصدر طبعات جديدة من أعمال كوغلر العظيمة، تاريخ اللوحة وتاريخ الفن، وفي عام 1853، نشر عمله الخاص، عصر قسطنطين العظيم. أمضى الجزء الأكبر من عامي 1853 و1854 في إيطاليا، عمل خلالها على جمع المواد لعمله الترجمان: دليل فني للرسم في إيطاليا. لاستخدام المسافرين (الطبعة السابعة الألمانية، 1899) والذي كرسه أيضًا لكوغلر. أصبح عمله بعنوان، «أفضل دليل سفر كُتب على الإطلاق» مرشدًا لا غنى عنه لمسافر الفن في إيطاليا، والذي غطى النحت والعمارة واللوحات.
خُصص نحو نصف الطبعة الأصلية لفن عصر النهضة. قاد ذلك بوركهارت بطبيعة الحال إلى كتابة أشهر كتبه: حضارة عصر النهضة في إيطاليا(1860) (ترجمه إس. جي. سي. ميدلمور للإنجليزية، في مجلدين، لندن، 1878)، وتاريخ النهضة في إيطاليا (1867). مثّل كتاب حضارة عصر النهضة في إيطاليا التفسير الأكثر تأثيرًا للنهضة الإيطالية في القرن التاسع عشر وما زالت يُقرأ على نطاق واسع. بما يتعلق بهذا العمل، قد يكون بوركهارت أول مؤرخ يستخدم مصطلح «الحداثة» في سياق أكاديمي واضح المعالم. طور بوركهارت تفسيرًا متناقضًا للحداثة ولآثار عصر النهضة، مشيدًا على الحركة كطرح لأشكال جديدة من الحرية الثقافية والدينية، لكنه أثار أيضًا القلق بشأن المشاعر المحتملة من الاغتراب الاجتماعي والإحباط الذي قد يشعر به الرجال الحديثون. أثبتت هذه الادعاءات أنها مثيرة للجدل إلى حد كبير، إلا أن الأحكام العلمية التي صدرت عن تاريخ عصر النهضة لبوركهارت تُعد مبررة أحيانًا في البحوث اللاحقة وفقًا للمؤرخين بما في ذلك ديزموند سيوارد ومؤرخي الفن مثل كينيث كلارك. أسس بوركهارت والمؤرخ الألماني جورج فويجت الدراسة التاريخية لعصر النهضة. تعامل بوركهارت مع جميع جوانب مجتمع النهضة على النقيض من فويجت، الذي اقتصرت دراساته على الإنسانية الإيطالية المبكرة.
رأى بوركهارت دراسة التاريخ القديم ضرورة فكرية وكان عالمًا محترمًا للحضارة اليونانية. يوجز كتاب «اليونانيون والحضارة اليونانية» المحاضرات المختصة بذلك بعنوان «التاريخ الثقافي اليوناني»، والتي ألقاها بوركهارت للمرة الأولى في عام 1872 وكررها حتى عام 1885. قبل وفاته بفترة، عمل على دراسة استبيان يتألف من أربعة مجلدات حول الحضارة اليونانية.
يستند كتاب «الأحكام على التاريخ والمؤرخين» إلى محاضرات بوركهارت التي ألقاها حول التاريخ في جامعة بازل بين عامي 1865 و1885. يقدم  الكتاب أفكار بوركهارت وتفسيره لأحداث «اجتياح الحضارة الغربية بأكملها من العصور القديمة إلى عصر الثورة»، بما في ذلك العصور الوسطى، والتاريخ في الفترة الممتدة من عام 1450 إلى 1598، وتاريخ القرنين السابع عشر والثامن عشر.
كان فريدريك نيتشه، الذي عُين أستاذًا لفقه اللغة الكلاسيكية في بازل في عام 1869 في سن الرابعة والعشرين، معجبًا ببوركهارت وحضر بعض محاضراته. وكان الرجلان من معجبي أرتور شوبنهاور. اعتقد نيتشه أن بوركهارت يتفق مع فرضية ولادة المأساة، والتي ترى أن معارضة «الأبولونية» و«الديونيسية» تحدد الثقافة اليونانية. تمتع نيتشه وبوركهارت بالرفقة الفكرية لبعضهما البعض، حتى ببقاء بوركهارت على مسافة بعيدة عن فلسفة نيتشه المتطورة. نُشرت مراسلاتهم المسهبة على مدى العديد من الأعوام. خلَف هاينريش وولفلين بوركهارت، وهو أحد طلابه، في جامعة بازل في سن 28 فقط.

## السياسة
هناك تعارض في شخصية بوركهارت المتراوحة بين الطالب الحكيم والدنيوي من عصر النهضة الإيطالية ونتاج الكالفينية السويسرية المشوب بالحذر، التي درسها بشكل مكثف للوزارة. كان النظام السياسي السويسري الذي أمضى فيه أغلب حياته تقريبًا أكثر ديمقراطية واستقرارًا مما كان عليه في أوروبا في القرن التاسع عشر. وباعتباره سويسريًا، لم يكترث بوركهارت للمشاعر القومية الألمانية والمطالبات الألمانية بالتفوق الثقافي والفكري. أدرك تمامًا التغيرات السياسية والاقتصادية السريعة التي شهدتها أوروبا في ذلك اليوم، وأشار في محاضراته وكتاباته إلى الثورة الصناعية، والاضطرابات السياسية الأوروبية التي شهدها عصره، والنزعة القومية والعسكرية الأوروبية المتنامية. حققت الأحداث بكل وضوح توقعاته للقرن العشرين الكارثي، حيث  يلعب الغوغائيون العنيفون (والذين أطلق عليهم وصف «المتبسطون الرهيبون ») أدوارًا محورية. وفي السنوات اللاحقة، وجد بوركهارت نفسه غير معجب بالديمقراطية والفردية والاشتراكية والعديد من الأفكار الأخرى الدارجة التي كانت شائعة أثناء حياته.
لاحظ بوركهارت منذ أكثر من قرن أن «الدولة تتكبد ديون السياسة والحرب وغيرها من القضايا العليا والتقدم.... ويتمثل الافتراض بأن المستقبل سيمجد هذه العلاقة إلى الأبد. إذ تعلمت الدولة استغلال الائتمان من التجار ورجال الصناعة، ويتحدى الأمة للدخول في حالة الإفلاس على الإطلاق. تقف الدولة الآن إلى جانب محتاليها كرئيس الاحتيال».

## روابط خارجية
- ياكوب بوركهارت على موقع الموسوعة البريطانية (الإنجليزية)